# In girum imus nocte et consumimur igni (film)
In girum imus nocte et consumimur igni è un film di Guy Debord. Realizzato nel 1978 e distribuito nel 1981, il titolo si rifà all'omonima espressione latina.

## Trama
Il regista utilizza immagini di altre opere cinematografiche con suo commento in sottofondo.

## Produzione
Realizzato nel 1978 e distribuito nel 1981.
Nelle immagini montate si possono notare tra gli altri spezzoni di La carica dei seicento, Deserto rosso, della città di Parigi e di Venezia, Il giorno più lungo e altri.

## Critica
Il film ha ottenuto 5 stelle per il sito AlloCiné, e una nota di spettatori di 3,2 stelle.